# Ingrid Kumlin
Ingrid Cecilia Kumlin, född 29 juli 1921 i   Gävle Heliga Trefaldighets församling, Gävle, död där ? november 1981
, var en svensk författare. Kumlin växte upp i stadsdelen Brynäs i Gävle, vilken också platsen där hennes romaner utspelar sig.

### Priser och utmärkelser
- 1977 - Gefle Dagblads kulturpris
- 1978 – Rörlingstipendiet